# Martha Washington
Ne doit pas être confondu avec Martha Washington (comics).
Martha Dandridge Custis Washington, née Martha Dandridge le 2 juin 1731 à Chestnut Grove Plantation et morte le 22 mai 1802 à Mount Vernon, est l'épouse de George Washington, le premier président des États-Unis d'Amérique. Considérée comme la première Première dame des États-Unis, bien que ce titre ne lui sera attribué qu'après sa mort, elle est de son vivant connue comme « Lady Washington ».

## Biographie
Née à Chestnut Grove Plantation, en Virginie, elle est l'aînée des neuf enfants de John Dandridge (1701-1756), un riche propriétaire de plantation et de son épouse Frances Jones (1710-1785). Elle est d'origine anglaise par son père et galloise par sa mère. Elle reçoit son éducation à la maison avec un tuteur.
Martha Dandridge épouse en 1750, Daniel Parke Custis (1711-1757), un riche propriétaire, avec qui elle aura quatre enfants : Daniel Parke Custis (1751-1754), Frances Parke Custis (1753-1757), John Parke Custis (1754-1781) et Martha Parke Custis (1756-1773). Devenue veuve à 26 ans avec quatre jeunes enfants, elle hérite d'une fortune considérable. Selon toutes les évidences, elle mène les affaires de la plantation de son défunt mari avec grand succès et devient une femme d'affaires astucieuse et respectée.
Le 6 janvier 1759, elle se remarie avec le colonel George Washington, commandant du Premier régiment de Virginie. Ils s'installent au domaine Mount Vernon, sur les rives du fleuve Potomac. Le couple n'aura jamais d'enfants. Il semble que ce mariage ait plus été un mariage de convenance que d'amour, bien que les relations entre les époux aient toujours été très cordiales et affectueuses.
Pendant la révolution américaine, alors que son mari est nommé général de l'armée américaine, Martha Washington se dévoue à la gestion de leurs vastes domaines.
Une fois la révolution terminée, George Washington est élu premier président des États-Unis d'Amérique en 1789. Martha Washington, qui sera maintenant connue sous le nom de « Lady Washington », le suit à New York, qui est la première capitale, puis à Philadelphie, nouvelle capitale de 1790 à 1800.
Martha Washington, de nature simple et spontanée, joue son rôle de « Première dame » (titre qui n'existe pas à l'époque) avec dévouement et dignité, mais plus par devoir envers son mari et son pays que par plaisir, car elle n'aime pas les obligations et le manque de liberté que cette nouvelle position lui impose.
Lorsque le mandat de son mari se termine en 1797, c'est avec grand bonheur qu'elle regagne avec lui leur domaine à Mount Vernon, où Washington meurt le 14 décembre 1799.
Elle passe ses dernières années retirée de la société à Mount Vernon, entourée de ses petits-enfants, bien que plusieurs politiciens et dignitaires viennent la visiter et se recueillir sur la tombe de son mari.
Elle meurt quelques semaines avant son 71e anniversaire et est inhumée auprès de son mari à Mount Vernon.

## Hommages

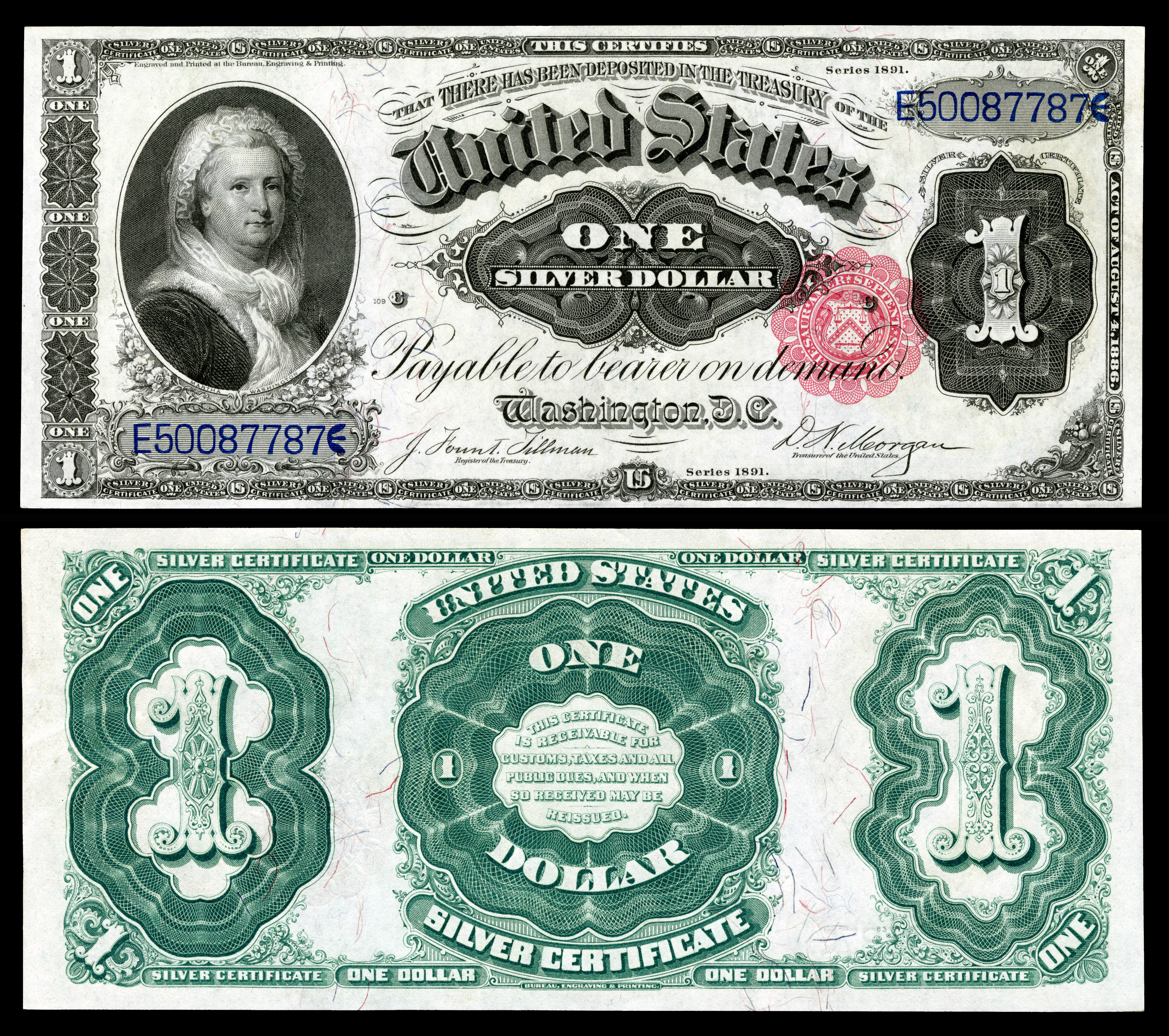
Le billet de 1891.

Avec Lucy Holcombe Pickens et Pocahontas, elle est, depuis la fin du XIXe siècle, l'une des trois seules femmes à orner des billets de banque en dollars américains : son portrait figure sur le billet de 1 dollar en 1886 et en 1891.
Elle est la première femme à figurer sur un timbre américain, en 1902. D'autres timbres sont émis à son effigie, en 1923 puis en 1938.

## Sources
- Biographie de Martha Washington en anglais